# Csóka József (labdarúgó)
Csóka József (Vácszentlászló, 1936. január 10. – Encamp, Andorra, 2019. augusztus 19.) magyar labdarúgó, csatár. 1964-től Andorrában élt.

## Pályafutása
A Bp. Honvéd csapatában kezdte a labdarúgást. 1956-ban külföldre távozott. 1957-ben érkezett Madridba, ahol az Atlético Madrid szerződtette. 1957 novemberben kölcsönadták a Recreativo de Huelva csapatának. A következő idényben visszatért az Atléticohoz. Első hivatalos mérkőzése 1958. október 1-jén volt az ír Drumcondra ellen volt a bajnokcsapatok Európa-kupája küzdelmeiben. Az 5–0-s spanyol győzelemmel végződő mérkőzésen Csóka szerezte a második gólt. A spanyol élvonalban 1958. november 2-án mutatkozott be a Real Madrid ellen, ahol csapata 5–0-s vereséget szenvedett. Még egy bajnokin szerepelt a Sporting Gijón ellen, ahol 1–1-es döntetlen született. 1959 és 1964 között idényenként más csapatban szerepelt (Real Mallorca, Hércules CF, CE Sabadell FC, CD Atlético Baleares, Gimnàstic de Tarragona). 1964 és 1970 között Andorrában játszott.

## Sikerei, díjai
- Bajnokcsapatok Európa-kupája (BEK)
  - elődöntős: 1958–59